# Jean-Rabel
Jean-Rabel (en criollo haitiano Jan Rabèl) es una comuna de Haití que está situada en el distrito de Môle-Saint-Nicolas, del departamento de Noroeste.

## Historia
Comuna fundada en 1743.

## Secciones
Está formado por las secciones de:
- Lacoma
- Guinaudée
- Vieille Hatte (que abarca el barrio de Bord de Mer)
- La Montagne
- Dessources
- Grande Source
- Diondion

## Demografía
| Gráfica de evolución demográfica de Jean-Rabel entre 2009 y 2015 |
|                                                                  |

Los datos demográficos contemplados en este gráfico de la comuna de Jean-Rabel son estimaciones que se han cogido de 2009 a 2015 de la página del Instituto Haitiano de Estadística e Informática (IHSI). 